# Deutsche Psychoanalytische Vereinigung
Die Deutsche Psychoanalytische Vereinigung (DPV) e. V. widmet sich der Ausbildung und Forschung der von Sigmund Freud begründeten Psychoanalyse.

## Geschichte
Die DPV wurde am 10. Juni 1950 als Abspaltung von der Deutschen Psychoanalytischen Gesellschaft (DPG) von Carl Müller-Braunschweig und fünf weiteren Psychoanalytikern (darunter Käthe Draeger, Ingeborg Kath und Gerhart Scheunert) gegründet. 1951 wurde die DPV in Amsterdam von der Internationalen Psychoanalytischen Vereinigung (IPV) einstimmig als deutsche Zweig-Gesellschaft der IPV anerkannt.
Das Berliner Psychoanalytische Institut war lange Jahre der Mittelpunkt der Ausbildungen der DPV. Es wurde nach dem Gründer Karl Abraham in Karl-Abraham-Institut umbenannt, um an die Tradition des Berliner Instituts vor 1925 anzuknüpfen. 1959 wurde in Frankfurt am Main das Sigmund-Freud-Institut als Ausbildungszentrum der DPV unter Alexander Mitscherlich gegründet. Es folgte der Aufbau von 12 weiteren Ausbildungseinrichtungen.
1977 beantragte die DPV beim internationalen Kongress der IPV, den Kongress von 1981 in Berlin auszurichten. Die Ablehnung dieses Antrags führte zu einem Reflexionsprozess hinsichtlich der Verstrickungen deutscher Analytiker zur Zeit des Nationalsozialismus. 1985 wurde die DPV Gastgeberin des 34. Kongresses der IPV in Hamburg. Eine begleitende Ausstellung zeigte Dokumente zur Psychoanalyse im Dritten Reich und rekonstruierte die Vernichtung psychoanalytischer Einrichtungen und die Ermordung von Psychoanalytikern in der Zeit des Nationalsozialismus und die von Widersprüchen gekennzeichnete Zeit seit ihrer Gründung. Unter dem Thema „Erinnern, Wiederholen und Durcharbeiten in der Psychoanalyse und Kultur heute“ fand 2007 nach 85 Jahren unter großer internationaler Beteiligung der 45. Kongress der IPV wieder in Berlin statt und erlaubte in einzigartiger Weise die psychoanalytische Auseinandersetzung mit den Folgen von Nationalsozialismus und Holocaust.

## Vorsitzende
| - 1950–1956 Carl Müller-Braunschweig - 1956–1964 Gerhart Scheunert - 1964–1968 Horst-Eberhard Richter - 1968–1972 Helmut Thomä - 1972–1975 Wolfgang Loch - 1975–1978 Clemens de Boor - 1978–1982 Heinz Henseler - 1982–1986 Dieter Ohlmeier - 1986–1988 Gottfried Appy - 1988–1990 Hermann Beland - 1990–1992 Lore Schacht - 1992–1994 Carl Nedelmann - 1994–1996 Joachim F. Danckwardt - 1996–1998 Ekkehard Gattig |  | - 1998–2000 Winfrid Trimborn - 2000–2002 Werner Bohleber - 2002–2004 Georg Bruns - 2004–2006 Manfred G. Schmidt - 2006–2008 Gertraud Schlesinger-Kipp - 2008–2010 Gerhard Schneider - 2010–2012 Martin Teising - 2012–2014 Christoph E. Walker - 2014 Rainer Paul - 2014–2017 Gebhard Allert - 2017–2019 Maria Johne - 2019–2021 Valérie Bouville - 2021–2023 Lisa Werthmann-Resch - seit 2023 Thomas Beier |

## Ausbildungsinstitute
Zurzeit gibt es 14 DPV-Institute in Deutschland.
- Berlin 1950: Berliner Psychoanalytisches Institut (BPI) e. V. Karl-Abraham-Institut
- Hamburg 1959: Psychoanalytische Arbeitsgemeinschaft Hamburg (PAH) e. V.  Michael Balint-Institut
- Hessen 1964: Institut für Psychoanalyse und Psychotherapie e. V. (IPP) Gießen
- Baden-Württemberg 1965: Psychoanalytisches Seminar Freiburg (PSF) e. V.
- Baden-Württemberg 1968: Ulmer Psychoanalytisch-Psychotherapeutisches Institut (UPPI) e. V.
- Baden-Württemberg 1969: Institut für Psychoanalyse Psychoanalytische Arbeitsgemeinschaft Stuttgart/Tübingen (IfP) e. V.
- Nordrhein-Westfalen 1970: Psychoanalytische Arbeitsgemeinschaft Köln-Düsseldorf (PSA) e. V.
- Bayern 1973: Psychoanalytische Arbeitsgemeinschaft München (PAM) e. V.
- Bremen (seit 1974 in der DPV): Bremer Psychoanalytische Vereinigung (BPV) e. V.
- Hessen 1977: Alexander-Mitscherlich-Institut für Psychoanalyse und Psychotherapie Kassel (AMI) e. V.
- Baden-Württemberg 1990: Psychoanalytisches Institut Heidelberg/Karlsruhe e. V.
- Hessen 1995: Frankfurter Psychoanalytisches Institut (FPI) e. V.
- Rheinland-Pfalz 2002: Mainzer Psychoanalytisches Institut (mpi)
- Sachsen 1990: Sächsisches Institut für Psychoanalyse e. V. (SPP)

Das 1959 gegründete Sigmund-Freud-Institut in Frankfurt am Main ist seit 1995 eine Stiftung des öffentlichen Rechts, die sich ausschließlich der Forschung widmet. Die Ausbildungsfunktion wurde vom im gleichen Jahr gegründeten Frankfurter Psychoanalytischen Institut übernommen.